# داريل بريثويت
داريل بريثويت (بالإنجليزية: Daryl Braithwaite)‏ هو مغني أسترالي، ولد في 11 يناير 1949 في ملبورن في أستراليا.

## وصلات خارجية
- الموقع الرسمي
- داريل بريثويت على موقع IMDb (الإنجليزية)
- داريل بريثويت على موقع ميوزك برينز (الإنجليزية)
- داريل بريثويت على موقع أول ميوزيك (الإنجليزية)
- داريل بريثويت على موقع ديسكوغز (الإنجليزية)